# Spiritual Front
Spiritual Front ist eine italienische Musikgruppe und wurde Ende der 1990er-Jahre von Sänger und Gitarrist Simone Salvatori in Rom gegründet. Die Musik bewegt sich im Spannungsfeld zwischen Neofolk, Post-Punk und Dark Cabaret. Die Band selbst bezeichnet ihren Stil selbstironisch als Nihilist Suicide Pop.
Weitere Mitglieder sind Giorgio Maria Condemi (E-Gitarre), Sten Puri (Piano und Keyboard), Piergiorgio Ambrosi (Piano und Keyboard), Jack Puri (E-Gitarre) und Andrea Freddy Nio (Schlagzeug).

## Stil und musikalische Entwicklung

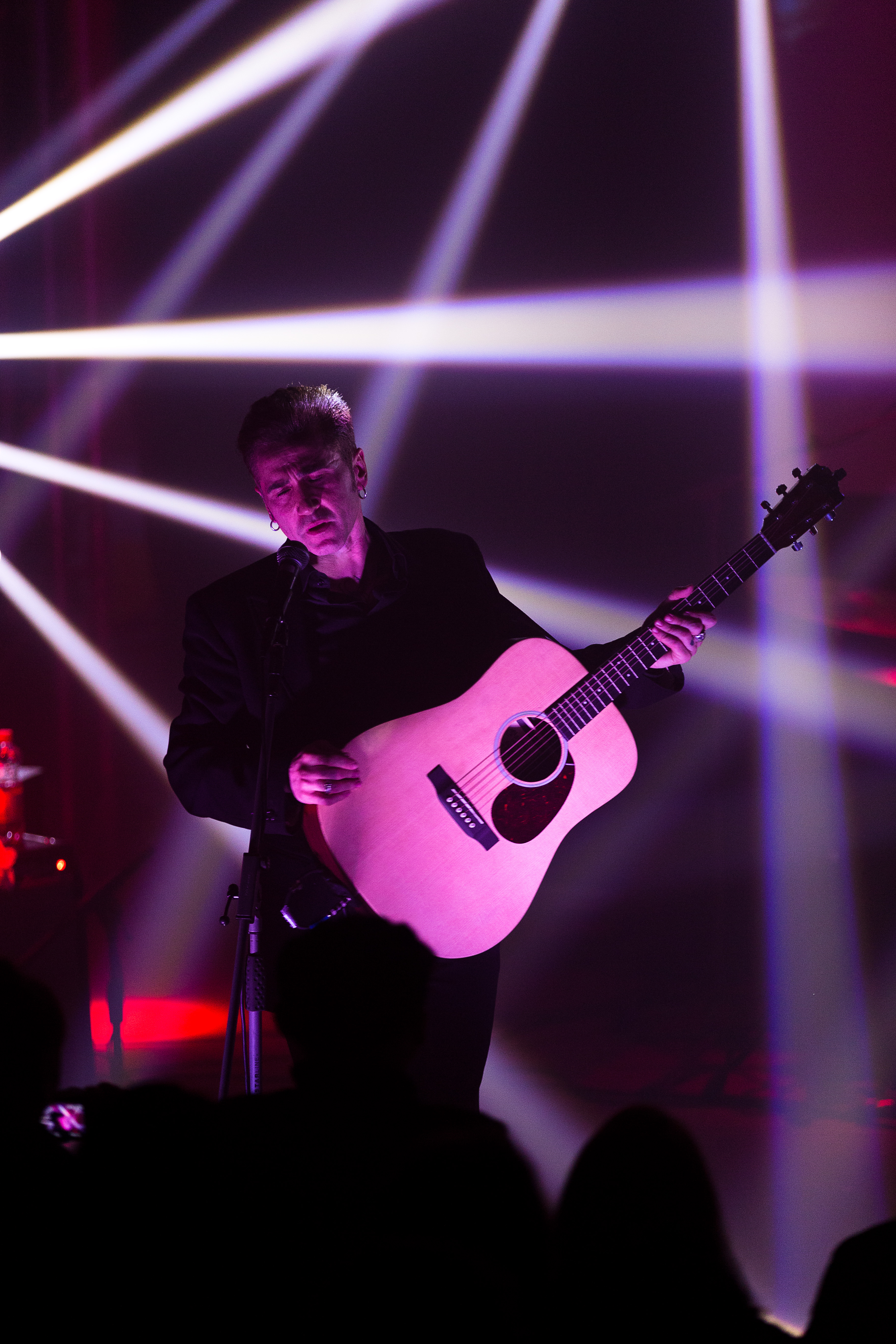
Simone Salvatori beim Kasematten-Festival 2016

Die ersten Veröffentlichungen der Band basierten primär auf repetitiv und minimalistisch eingesetzten Akustikgitarren sowie collagenartig hinzugefügten Samples und Feldaufnahmen. Exemplarisch hierfür sind die Interludien im Stil der Lounge-Musik auf dem 2001 erschienenen Album Nihilist Cocktails. Der Gesang war zuerst eher rezitativ und nur in Ansätzen melodisch. Erst mit dem 2006 aufgenommenen Album Armageddon Gigolo, welches zusammen mit Musikern des Ennio-Morricone-Orchesters eingespielt wurde, veränderte sich der Sound hin zu mehr Melodie, Rhythmik und Opulenz. Die von Beginn an vorhandene Rock-’n’-Roll-Attitüde (Salvatori benutzt auch den Spitznamen „Hellvis“) kam deutlicher zum Vorschein. Die Band spielt gerne Coverversionen ihrer Lieblingsmusiker, u. a. wurden Songs von Johnny Cash oder Sol Invictus neu interpretiert.
Spiritual Front pflegen ein Image der politisch unkorrekten Provokateure, geben sich in ihren Lyrics, ihrem Artwork und in medialen Auftritten stark sexualisiert, kolportieren mit Vorliebe „typisch italienische“ Machismo-Klischees. Zudem gebrauchen sie, z. B. in der Titelgebung einzelner Songs, häufig Begriffsstereotypen einer nihilistischen oder apokalyptischen Weltanschauung, die zwischen Provokation und ernsthafter Auseinandersetzung mit religiösen Fragen wechselt. All diese Aspekte erscheinen aber durch humorvolle Überzeichnung und durch den selbstreferenziellen Showcharakter der Darbietung selbstironisch gebrochen. In diesem Zusammenhang wirkt auch der Bandname mit seinen Verweisen auf Spiritualität und Krieg, wenn auch nicht durchgängig, als augenzwinkernde Persiflage auf Mentalitätsaspekte der Neofolkszene.
Als Live-Act findet die Band neben dem Neofolk- und Postindustrial-Publikum auch in anderen Independent-Szenen Anklang, etwa in der Gothic-Szene. So hatten Spiritual Front verschiedentlich Live-Auftritte auf dem Wave-Gotik-Treffen in Leipzig (2000, 2004, 2006, 2011, 2024).

## Diskografie (Auswahl)

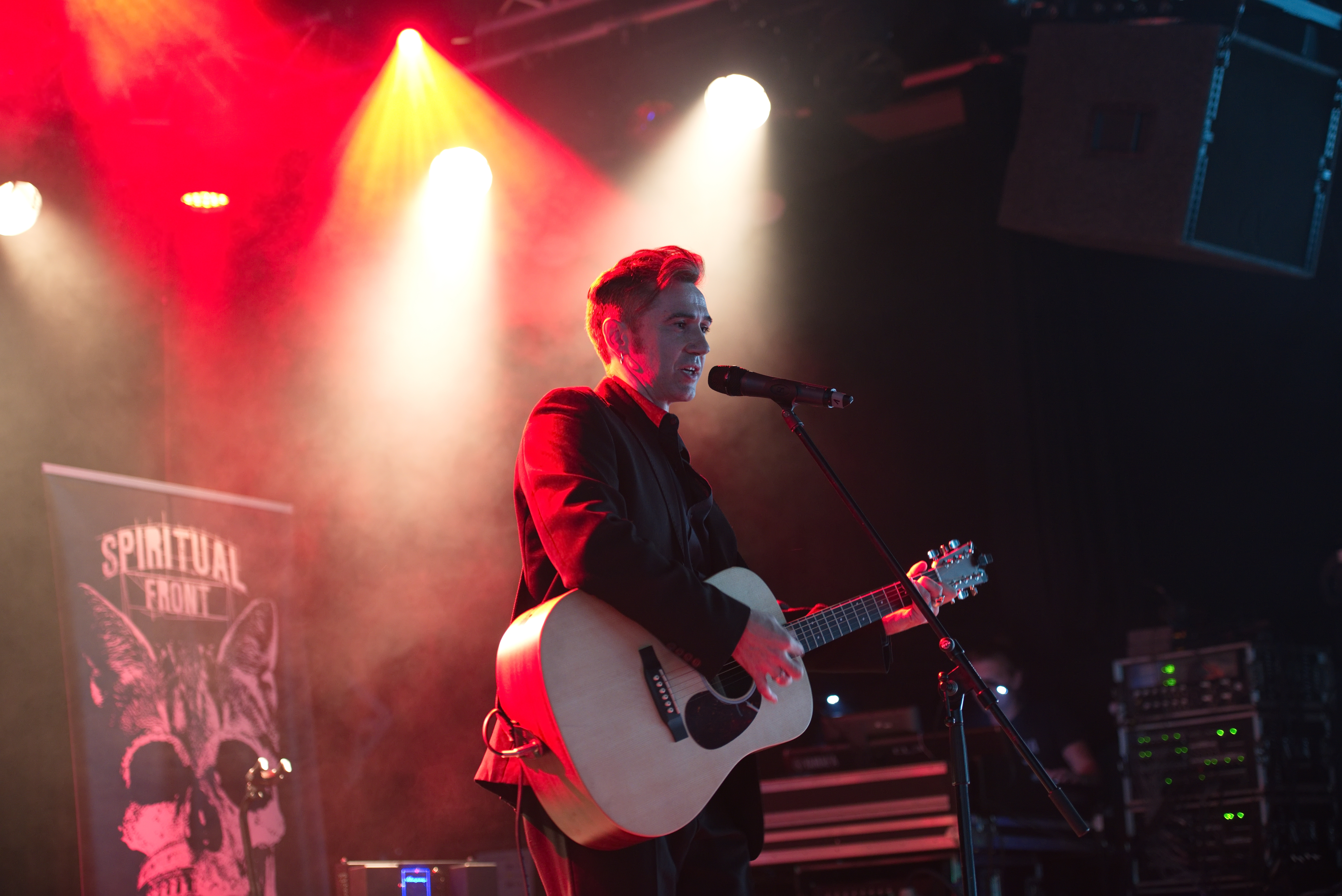
Simone Salvatori beim Amphi Festival 2016

### Alben
- 1999: Songs for the Will
- 2001: Nihilist Cocktails for Calypso Inferno
- 2005: Satyriasis – Somewhere Between Equilibrium and Nihilism (mit Ordo Rosarius Equilibrio)
- 2006: Armageddon Gigolo
- 2010: Rotten Roma Casino
- 2013: Open Wounds
- 2013: Black Hearts in Black Suits
- 2018: Amour Braque
- 2023: The Queen Is Not Dead

### Singles und EPs
- 2002: Twin a Tin Tin Towers (MCD)
- 2003: Nihilist (10")
- 2003: No Kisses on the Mouth (7")
- 2005: Bedtime / Badtime (Split mit Naevus 10"-Picture Disc)